# Harald Kidde
Harald Henrik Sager Kidde (Vejle, 14 augustus 1878 - Kopenhagen, 23 november 1918) was een Deense schrijver. Hij is vooral bekend van Helten (De held), dat tot de centrale romans in de Deense literatuur wordt gerekend.

## Levensloop

### Vroege jaren
Hij was de oudste zoon van Chresten Henriksen Kidde (1818-1894), een weg- en waterweginspecteur, en zijn vrouw Inger Dorothea "Doris" Cornelius (1848-1931). De conservatieve politicus Aage Kidde was zijn tien jaar jongere broer. In zijn jeugd was hij onder de indruk van het naturalistische werk van J.P. Jacobsen en las hij veel Duitstalige romantische poëzie, die zijn blik op de wereld diepgaand beïnvloedde. Hij studeerde in 1898 af aan de hogeschool in Vejle en deed het 'filosofikum', de verplichte vooropleiding filosofie, vereist als propedeuse voor de toelating tot de Universiteit van Kopenhagen. Daar studeerde hij enige tijd theologie, maar de ideeën van Søren Kierkegaard brachten zijn geloof aan het wankelen omdat hij zag dat het Lutheranisme geen antwoord had op de inherente tegenstrijdigheden in de Bijbel. Toch bleef een zelfopofferend christelijk leven zijn ideaal.
Zijn literaire debuut was in 1900 met Sindbilleder ("Zinnebeelden"), een kleine bundel poëtische bespiegelingen, die gemengd werd ontvangen. Enkele critici spraken hun bewondering uit, maar anderen noemden het boek "ziekelijk, verwijfd en pervers". Meer succes had hij met de tweedelige roman Aage og Else uit 1902 (deel 1 Døden) en 1903 (deel 2 Livet). De handeling is gebaseerd op Haralds eigen ervaring met vele sterfgevallen: in zijn jeugd waren drie broers en zussen, zijn beste vriend en zijn vader overleden. De hoofdpersoon Tue ervaart in zijn hoofd een worsteling tussen de banden met degenen die er niet meer zijn, en de band met zijn jeugdliefde Lull, die hem de dood probeert te doen vergeten. De roman werd gewaardeerd om de sterke herinneringen en de gloedvolle natuurbeschrijvingen.

### Huwelijk
Op een reis naar Zwitserland in 1904 ontmoette Kidde de schrijfster Astrid Ehrencron-Müller (1871-1960), die met de sprookjesbundel Æventyr (1901) was gedebuteerd. Ze raakten verliefd en trouwden. Ze ontwikkelde zich tot een productief auteur van ruim 60 boeken, vooral romans en jeugdboeken. Na 1939 was ze voornamelijk literair vertaler.

### Literair werk
In die boeken zette Kidde zijn literaire mengsel van diepgaand zelfonderzoek en poëzie voort. Met tussenpozen van twee jaar verschenen werken die grote kwesties behandelden van leven en dood, groei en liefde. Ze werden als zwaar op de hand beschouwd en trokken geen groot publiek, maar maakten wel indruk bij een groep fervente lezers. Deze boeken kunnen worden beschouwd als filosofische verhandelingen, waarbij de schematische personages geen uitgewerkte individuen zijn, maar voorbeelden en typen van eenzame en gevoelige wezens. Zijn gedachten hadden betrekking op fundamentele problemen van het leven. Met zijn mysterieus, bijna extatisch levensgevoel en een idealisme dat rechtvaardigheid zoekt, had hij een sterk verantwoordelijkheidsgevoel en mededogen met al degenen die leden.
Zijn bekendste roman Helten ("De held") verscheen in 1912. Aanvankelijk werd dit boek nauwelijks verkocht, maar daarna werd het publiek geleidelijk groter en groter. Het boek wordt gerekend tot de centrale meesterwerken uit de 20-eeuwse Deense literatuur.

### Einde
Harald en Astrid trokken zich terug in de Zweedse bossen van Värmland. Daar schreef hij aan een tetralogie over de industrialisatie en de omstandigheden van het moderne leven: Jærnet ("Het ijzer"), Guldet ("Het goud"), Ilden ("Het vuur") en Ordet ("Het woord"). Van de vier boeken verscheen Jærnet enkele dagen voor zijn dood in 1918. De andere drie zijn nooit geschreven.
Harald Kidde, die 40 jaar was toen hij stierf aan de Spaanse griep, ligt begraven op Bispebjerg kirkegård in Kopenhagen.

### Romans
- Aage og Else, Vol. 1 Døden, 1902.
- Aage og Else, Vol. 2 Livet, 1903.
- De Blinde, 1906.
- Uitgestrekt, 1908.
- Den Anden, 1909.
- De Salige, 1910.
- Helten, 1912.
- Jærnet, Roman om Järnbärerland, 1918.

### Korte verhalen, poëzie, journalistiek en reisverhalen
- Sindbilleder, 1900.
- Mennesker, 1901.
- Tilskueren, 1901, Harald Kidde, Menneskenes Søn.
- Luftslotte, 1904.
- Tilskueren, 1904, Harald Kidde, Smertens Vej.
- Tilskueren, 1905, Harald Kidde, Drømmerier.
- Aften 1908. (gepubliceerd in Stockholm als een speciale druk van het Zweedse tijdschrift Ord och Bild)
- Mødet Nytårsnat, en Krønike fra Anholt, 1917.

### Postuum gepubliceerd
- Vandringer, 1920.
- Dinkelsbühl, 1931.
- Onder de Blomstrende Frugttræer, 1942.
- Parabler, 1948.
- Krageskrigene, 1953.

- Bibsys: 90177212
- Bibliothèque nationale de France: cb127822846 (data)
- Digitale Bibliotheek voor de Nederlandse Letteren: kidd002
- Gemeinsame Normdatei: 118722182
- International Standard Name Identifier: 0000 0000 5129 7706
- Library of Congress Control Number: n80095640
- Nationale Bibliotheek van Israël: 987007431448205171
- Nederlandse Thesaurus van Auteursnamen: 070617821
- LIBRIS: 193452
- Système universitaire de documentation: 174742312
- Virtual International Authority File: 34585046
- WorldCat: E39PBJd8d8bg8ctj7h8HKvF9Xd